# Émilie du Châtelet
Émilie du Châtelet /emili dy ʃatəlɛ/ (właściwie: Gabrielle Émilie Le Tonnelier de Breteuil, markiza du Châtelet, ur. 17 grudnia 1706 w Paryżu, zm. 10 września 1749 w Lunéville) – francuska intelektualistka: pisarka, matematyczka i fizyczka, przyjaciółka Voltaire’a.
Była jedną z nielicznych znanych do XIX wieku kobiet-uczonych, zajmujących się naukami ścisłymi. Jedna z najwybitniejszych kobiet XVIII wieku.

## Życiorys

### Dzieciństwo i młodość
Córka bogatego Louisa Nicolasa Le Tonnelier, barona de Breteuil (1648–1728) (w służbie króla Ludwika XIV), wychowywała się w środowisku najwybitniejszych intelektualistów epoki. Ojciec dał jej solidne i wszechstronne wykształcenie, takie jakie dawano wówczas tylko chłopcom. Émilie okazała się dziewczynką wybitnie uzdolnioną;  nie tylko biegle znała łacinę, grekę i język niemiecki, lecz także grała na klawesynie, śpiewała arie operowe, występowała w balecie i grała w teatrze.
Do jej pierwszych kochanków należeli markiz de Guébriant i marszałek de Richelieu.

### Małżeństwo
W wieku 19 lat wyszła za mąż za zamożnego 30-letniego markiza Florenta Claude’a du Châtelet. Małżeństwo to było od początku tylko układem finansowym między dwiema rodzinami; mąż nie interesował się Émilie i pozwalał jej rozwijać zainteresowania matematyczne pod kierunkiem nauczyciela de Mézières. 

Nawiązała kilka mniej lub bardziej trwałych związków z bogatymi i wpływowymi mężczyznami (m.in. z Pierre'em Louis Maupertuis) – duża swoboda obyczajowa kobiet z wyższych sfer była normą w tamtej epoce. Émilie widywała męża bardzo rzadko (jako zawodowy wojskowy często wyjeżdżał), lecz urodziła mu troje dzieci m.in. Louis Marie Florent du Châtelet.

### Związek z Wolterem
Wśród licznych kochanków największy wpływ na Émilie miał Wolter, którego poznała w 1733 (pierwszy raz spotkali się, gdy była dzieckiem). Wolter zamieszkał w jej zamku w Cirey-sur-Blaise. Związek z Wolterem (który był przede wszystkim związkiem dwóch wybitnych osobowości) przetrwał kilkanaście lat, co nie przeszkadzało Émilie mieć w tym czasie innych kochanków.
Wolter uważał ją przede wszystkim za człowieka, a nie tylko za kobietę; zachęcał ją do rozwijania uzdolnień i samodzielnego myślenia, uznał za znacznie bardziej uzdolnioną matematycznie od siebie. Wolter zachwycał się nie tylko urodą i inteligencją Émilie, lecz także jej dobrym i pogodnym charakterem, „szlachetną duszą” (nigdy nie mówiła źle o nikim, chociaż sama była często obiektem szyderstw ze strony innych arystokratek).
Émilie odkryła w sobie prawdziwą pasję i talent do nauk ścisłych; studiowała Leibniza, przetłumaczyła na język francuski Principia Mathematica Newtona (dodając własne komentarze), korespondowała z wybitnymi uczonymi m.in. (Alexis Claude Clairaut, Samuel König, René de Réaumur).
Za wzorem Woltera badała podstawy religii objawionych (chrześcijaństwo, judaizm i islam), wskazywała na istniejące w nich błędy i sprzeczności logiczne, podkreślała konieczność kierowania się racjonalizmem i tolerancją, a nie fanatyzmem i zaślepieniem religijnym.
Przypisuje jej się słynne słowa: Inteligencja nie ma płci.
Pod koniec życia Émilie zakochała się w znacznie od niej młodszym poecie, markizie de Saint-Lambert (poznanym na dworze Stanisława Leszczyńskiego); zaszła z nim w ciążę i na skutek ciężkiego porodu zmarła. Córka zmarła w drugim roku życia. Wolter, który zachował przyjaźń dla niej, był przy niej do końca. Po jej śmierci powiedział: Był to wielki człowiek, którego jedynym błędem jest to, że był kobietą.

## Dokonania naukowe
Émilie du Châtelet uznaje się za jedną z twórczyń zasady zachowania energii. W swoim dziele, poświęconym naturze ognia (1744), przewidziała zjawisko promieniowania podczerwieni i naturę światła.
Jednym z jej największych odkryć było ustalenie, że energia kinetyczna jest proporcjonalna do kwadratu prędkości ({\displaystyle mv^{2}}) a nie zależna od niej liniowo ({\displaystyle mv}), jak to proponował Newton.

## Najważniejsze dzieła
- 1740: Institutions de Physique (Założenia fizyki),
- 1740: Analyse de la philosophie de Leibnitz (Analiza filozofii Leibniza),
- 1744: Dissertation sur la nature et la propagation du feu (Rozprawa o naturze i rozprzestrzenianiu się ognia),
- 1782: De l’Existence de Dieu (O istnieniu Boga),
- 1792: Doutes sur les religions révélées (Zastrzeżenia do religii objawionych).